# Coreia do Sul nos Jogos Olímpicos de Verão de 1952
A Coreia do Sul competiu nos Jogos Olímpicos de Verão de 1952, realizados em Helsinque, Finlândia.